# Kévin Constant
Kévin Constant (Fréjus, 15 mei 1987) is een Guinees voetballer die geboren werd in Frankrijk. Hij tekende in februari 2017 bij FC Sion, dat hem zeven maanden na zijn vertrek bij Bologna transfervrij inlijfde.

## Clubcarrière
In 2006 kwam Constant bij het eerste elftal van Toulouse. Twee jaar later ging hij naar Ligue 2 club LB Châteauroux. In 2010 verhuurde Chievo Constant voor één jaar. In juli 2011 ging hij naar Genoa.
Op 20 juni 2012 maakte AC Milan de komst van Francesco Acerbi en Kévin Constant bekend. Acerbi werd gekocht, Constant werd gehuurd. Op 26 januari 2013 besloot AC Milan Constant definitief over te nemen van Genoa, dat Acerbi kon overnemen van de Milanezen. Constant zette zijn handtekening onder een contract die hem tot 2017 aan AC Milan verbindt. Vanaf de zomer van 2014 speelde hij voor Trabzonspor. In 2016 speelde hij kort bij Bologna FC en in februari 2017 ging hij voor FC Sion spelen.

## Statistieken
| Seizoen | Club            | Land                 | Competitie              | Competitie | Competitie | Beker | Beker | Europees | Europees | Totaal | Totaal |
| Seizoen | Club            | Land                 | Competitie              | Wed.       | Dlp.       | Wed.  | Dlp.  | Wed.     | Dlp.     | Wed.   | Dlp.   |
| ------- | --------------- | -------------------- | ----------------------- | ---------- | ---------- | ----- | ----- | -------- | -------- | ------ | ------ |
| 2006/07 | Toulouse FC     | Vlag van Frankrijk   | Ligue 1                 | 2          | 0          | 0     | 0     | —        | —        | 2      | 0      |
| 2007/08 | Toulouse FC     | Vlag van Frankrijk   | Ligue 1                 | 2          | 0          | 0     | 0     | —        | —        | 2      | 0      |
| 2007/08 | LB Châteauroux  | Vlag van Frankrijk   | Ligue 2                 | 13         | 1          | 0     | 0     | —        | —        | 13     | 1      |
| 2008/09 | LB Châteauroux  | Vlag van Frankrijk   | Ligue 2                 | 28         | 4          | 4     | 0     | —        | —        | 32     | 4      |
| 2009/10 | LB Châteauroux  | Vlag van Frankrijk   | Ligue 2                 | 34         | 10         | 1     | 0     | —        | —        | 35     | 10     |
| 2010/11 | LB Châteauroux  | Vlag van Frankrijk   | Ligue 2                 | 4          | 0          | 0     | 0     | —        | —        | 4      | 0      |
| 2010/11 | → Chievo Verona | Vlag van Italië      | Serie A                 | 32         | 2          | 0     | 0     | —        | —        | 32     | 2      |
| 2011/12 | Chievo Verona   | Vlag van Italië      | Serie A                 | 0          | 0          | 0     | 0     | —        | —        | 0      | 0      |
| 2011/12 | Genoa CFC       | Vlag van Italië      | Serie A                 | 21         | 1          | 2     | 0     | —        | —        | 23     | 1      |
| 2012/13 | AC Milan        | Vlag van Italië      | Serie A                 | 25         | 0          | 0     | 0     | 6        | 0        | 31     | 0      |
| 2013/14 | AC Milan        | Vlag van Italië      | Serie A                 | 20         | 0          | 0     | 0     | 6        | 0        | 26     | 0      |
| 2014/15 | Trabzonspor     | Vlag van Turkije     | Süper Lig               | 14         | 0          | 2     | 0     | 6        | 2        | 22     | 2      |
| 2015/16 | Trabzonspor     | Vlag van Turkije     | Süper Lig               | 8          | 0          | 0     | 0     | 3        | 0        | 11     | 0      |
| 2015/16 | Bologna FC      | Vlag van Italië      | Serie A                 | 7          | 0          | 0     | 0     | —        | —        | 7      | 0      |
| 2017    | FC Sion         | Vlag van Zwitserland | Raiffeisen Super League | 8          | 2          | 1     | 0     | —        | —        | 9      | 2      |
| Totaal  | Totaal          | Totaal               | Totaal                  | 218        | 20         | 10    | 0     | 21       | 2        | 249    | '22    |

## Interlandcarrière
Constant won met Frankrijk -17 in 2004 het EK -17. Dankzij zijn Guineese moeder is hij ook speelgerechtigd om voor Guinee te spelen. Hij maakte zijn debuut op 14 oktober 2007, in een met 1-3 verloren wedstrijd tegen Senegal. Op 10 oktober 2010 maakte Constant zijn eerste doelpunt voor Guinee, tegen Nigeria in de kwalificatieronde voor de Afrika Cup in 2012.
1 Costil ·
2 Josse ·
3 Mangani ·
4 El Mourabet ·
5 Thicot ·
6 Ducasse ·
7 Songo'o ·
8 Yahiaoui ·
9 Ménez ·
10 Nasri ·
11 Ben Arfa ·
12 Akakpo ·
13 Apo ·
14 Constant ·
15 Marseille ·
16 Riou ·
17 Cesto ·
18 Benzema ·
Coach: Bergeroo